# Prothylacinus patagonicus
Il protilacino (Prothylacinus patagonicus) è un mammifero estinto simile a un cane, appartenente all'ordine degli sparassodonti. Visse nel Miocene inferiore (circa 18 milioni di anni fa) in Sudamerica.

## Descrizione
Lungo circa un metro e mezzo, questo animale aveva una corporatura piuttosto robusta e il suo peso doveva sfiorare i 40 chilogrammi. Il corpo era lungo e flessibile, mentre il collo era molto potente. Il cranio robusto era fornito di una dentatura tipica di un animale carnivoro. Le zampe, corte e robuste, erano senza dubbio dotate di potenti muscoli, e probabilmente era presente una sorta di pollice semiopponibile. Le zampe anteriori possedevano degli artigli fortemente incurvati, mentre quelle posteriori avevano dita corte ed erano plantigrade; la pianta del piede era allungata e probabilmente in grado di afferrare superfici curve. La coda, invece, era lunga (composta da 20-30 vertebre) e appuntita.

## Stile di vita
Le caratteristiche del protilacino suggeriscono che questo animale fosse un animale arboricolo potente e agile. Le zampe anteriori venivano usate per afferrare i rami, mentre il grosso cranio e il forte collo erano in grado di sopportare il peso delle prede, che venivano afferrate dalle potenti fauci. Attualmente, l'animale che maggiormente ricorda la morfologia di Prothylacinus è il binturong (Arctictis binturong), un viverride che abita le intricate foreste del Sudest Asiatico. In ogni caso, il binturong è prevalentemente frugivoro, mentre il protilacino era senza dubbio carnivoro, dato il tipo di dentatura. È possibile che il protilacino si nutrisse di roditori, marsupiali cenolestoidi e forse di piccoli bradipi. Nello stesso habitat di Prothylacinus erano presenti altri predatori probabilmente arboricoli, come Sipalocyon e Cladosictis; la differenza di taglia, però, era notevole e suggerisce che questi animali avessero occupato nicchie ecologiche differenti.

## Classificazione
Il protilacino è il più tipico rappresentante dei protilacinidi, una famiglia di mammiferi sudamericani appartenenti all'ordine degli sparassodonti, che svilupparono diverse forme e occuparono le nicchie ecologiche che nei continenti settentrionali erano appannaggio dei mammiferi carnivori. Benché alcune caratteristiche del protilacino lo facessero assomigliare al tilacino, il lupo marsupiale recentemente scomparso (donde il nome), non esiste alcun rapporto di parentela fra i due animali: non si è nemmeno sicuri che gli sparassodonti fossero veri e propri marsupiali.